# Пелиссон, Поль
Поль Пелиссо́н  (также: Пеллисон-Фонтанье) (фр. Paul Pellisson; 30 октября 1624, Безье — 7 февраля 1693, Париж) — французский литератор XVII века.

## Биография
Пелиссон был родом из кальвинистской семьи. Изучал право в Тулузе . В 1645 г. занял должность адвоката. В 1646 г. переболел ветрянкой; следы перенесённого заболевания на всю жизнь остались на его лице. Отправился в Париж, где благодаря дружеским отношениям с Конраром вошёл в литературные круги, однако с началом Фронды уехал на родину. По окончании Фронды вернулся в столицу и сделал головокружительную карьеру. В 1654 г., к двадцатилетнему юбилею Французской Академии, написал её историю (Histoire de l’Académie française depuis son établissement jusqu’en 1652); признательные академики предоставили Пелиссону исключительное право присутствовать на всех заседаниях и наделили всей полнотой академических прав в ожидании, пока откроется вакансия. 17 ноября 1653 г. Пелиссон был избран членом Академии (кресло № 34). Общался с Менажем, Гезом де Бальзаком, Бюсси-Рабютеном; поддерживал сердечные отношения с Мадлен де Скюдери.
Поступил на службу к Николя Фуке в качестве секретаря; опала Фуке привела к аресту и тюремному заключению Пелиссона (1661—1665). Оправданный в ходе процесса над Фуке, занял должность королевского историографа. В 1670 г. отрёкся от протестантской веры, что значительно улучшило его положение в обществе.

## Творчество
Пелиссон является автором исторических и панегирических сочинений: «Краткая история жизни Анны Австрийской» (Abrégé de la vie d’Anne d’Autriche, 1666) и др.; эрудитских сочинений богословского характера, в том числе «Трактата о евхаристии» (Traite de l’eucharistie, 1694); реляций и писем; переводов. Важным документом литературно-эстетической рефлексии XVII века является его «Рассуждение» (Discours), написанное в качестве предисловия к тому избранных сочинений Ж. Ф. Саразена (1656).

## Электронные ресурсы
- Сочинения Пелиссона в электронной библиотеке «Gallica»